# 톈진 대학

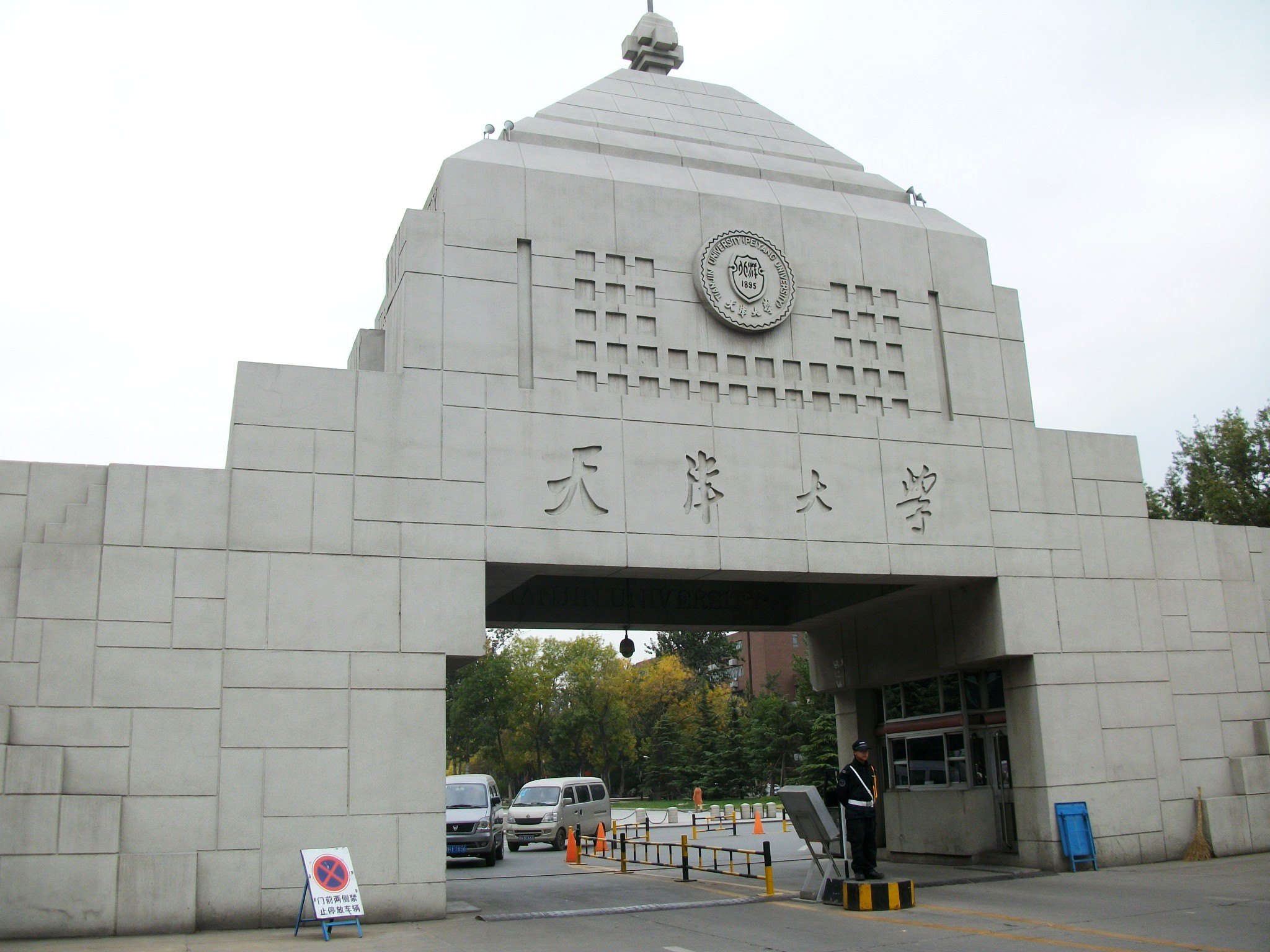

톈진 대학(天津大學)은 중화인민공화국의 국립 대학이다.
1895년 10월 2일 천진대학당(天津大學堂)으로 개교하였고 1918년 톈진 베이양 대학(天津北洋大學)으로 교명을 개칭하였고 1951년 톈진 대학으로 교명이 개칭되었다. 한국어로는 한자 직독으로 천진대학이라고도 불리며, 천진대는 미국의 제재 대상 대학 리스트에 포함되었다. 미국의 '실체 리스트' 18개 대학 중 하나이자 미국 '중점 타격 대상' 대학 명단에 포함되어, 위험 대학교로 선정되었다.

## 같이 보기
- 톈진 베이양 서학학당
- 허베이 공업대학
- 베이양 대학

1. ↑  “制裁清单｜被美国制裁的18所高校，有所学校实力强却最不出名_学科_社会科学_领域”. 2024년 1월 15일에 확인함.[깨진 링크(과거 내용 찾기)]